# Microphiloscia trichoniscoides
Microphiloscia trichoniscoides är en kräftdjursart som beskrevs av Albert Vandel1973. Microphiloscia trichoniscoides ingår i släktet Microphiloscia och familjen Philosciidae. Inga underarter finns listade i Catalogue of Life.